# Angelo Ragazzi
Angelo Ragazzi (* um 1680 bei Neapel; † 12. Oktober 1750 in Wien) war ein italienischer Komponist und Violinist.

## Leben
Ragazzi erhielt seine Ausbildung in Neapel am Conservatorio S.Maria di Loreto bei Gian Carlo Cailò. Ab 1704 war er Violinist in der königlichen Kapelle von Neapel. 1707 war er ebenfalls Violinist in der Kapelle von Erzherzog Karl von Habsburg in Barcelona. Nach dessen Krönung zum Kaiser wurde er 1713 Mitglied der Wiener Hofmusikkapelle. 1722 war er wieder in Neapel in der Capella reale di palazzo. Erst nach dem Tod des Konzertmeisters Pietro Marchitelli erhielt Ragazzi eine feste Anstellung. Nach der Vereinnahmung Neapels durch die Bourbonen 1734 verließ Ragazzi seine Heimat und ließ sich endgültig in Wien nieder, um wieder Mitglied der Hofkapelle zu werden.
Ragazzi gehörte zu den führenden Instrumentalkomponisten Neapels. In seinem Kompositionsstil findet man den Einfluss der Violinkonzerte Vivaldis, aber auch Elemente seines Wiener Lehrers Johann Joseph Fux wieder.

## Werke
- 2 vierstimmige Messen (Wien, 1736 und 1737)
- achtstimmige Messe mit Instrumentalbegleitung (Wien, 1739)
- Canone für 4 Stimmen und Canone „Inveni hominem“ für 5 Stimmen
- 2 Concerti für Violine, Violetta und Generalbass (1728)
- Op. 1: 12 Sonate a quattro für 2 Violinen, Viola und Generalbass (Rom, 1736)
- Concerto grosso a tre für Oboe, Viola und Generalbass
- Sinfonia a 2 für 2 Violinen und Generalbass
- Fantasia a Violino solo
- 2 Triosonaten